# Nowy Wiśnicz
Nowy Wiśnicz là một thị trấn thuộc huyện Bocheński, tỉnh Małopolskie ở nam Ba Lan. Thị trấn có diện tích 5 km². Đến ngày 1 tháng 1 năm 2011, dân số của thị trấn là 2763 người và mật độ 556 người/km².